# Lymantria miniata
Lymantria miniata este o specie de molii din genul Lymantria, familia Lymantriidae, descrisă de Grunb. 1907 Conform Catalogue of Life specia Lymantria miniata nu are subspecii cunoscute.